# Aidipsos
Aidipsos (in greco Αιδηψός?) è una cittadina della Grecia nella periferia della Grecia Centrale (unità periferica dell'Eubea) con 6 670 abitanti secondo i dati del censimento 2001.
È stato soppresso come comune autonomo a seguito della riforma amministrativa, detta Programma Callicrate, nel gennaio 2011 ed è ora compreso nel comune di Istiaia-Aidipsos.
Popolare stazione turistica termale e balneare grazie alle sue sorgenti d'acqua calda solforosa, nell'83 a.C. vi si recò anche Lucio Cornelio Silla per trattare un attacco di gotta (Plutarco, Vita di Silla, 26).